# Equipo de Reconstrucción Provincial
El Equipo de Reconstrucción Provincial (en inglés: Provincial Reconstruction Team, abreviado PRT) fueron unidades introducida por el gobierno de los Estados Unidos, tras la invasión estadounidense de Afganistán en el 2001 y tras la invasión de Irak de 2003. Estuvieron compuestas por personal militares y civil, diplomáticos y expertos en reconstrucción, con el objetivo de extender la autoridad del gobierno central afgano a las provincias y mejorar la seguridad y la estabilidad en el país, así como implementar proyectos de reconstrucción en infraestructura, educación, salud y otros sectores para mejorar las condiciones de vida de la población afgana.
Los trabajos comenzaron en 2002 en Afganistán (el primer PRT fue establecido en Gardez, provincia de Paktiyá, en noviembre de 2002) y en 2005 en Irak.
Los PRT generalmente estaban instalados en las bases militares desplegadas en los países invadidos, en Afganistán, en bases militares de la ISAF y en Irak, también en bases militares, pero había algunos fuera de esas ya que eran solo oficinas de coordinación. Podía comprender desde 60 personas hasta más de 1000 a fin de llevar a cabo proyectos de reconstrucción como carreteras, hospitales, escuelas, puentes, etc., así como de proteger a aquellos involucrados con el equipo.
Los diferentes países intervinientes en las guerras, en general gestionaban su ayuda a través de las agencias internacionales para el desarrollo, como por ejemplo USAID, de Estados Unidos, Agencia Española de Cooperación Internacional para el Desarrollo (AECID), etc.. Si bien las agencias de Naciones Unidas no formaban parte de los PRT, muchas trabajaban en conjunto y con proyectos que compartían financiación, como por ejemplo el proyecto ACAP (Programa de Asistencia a Civiles Afganos) financiado por la USAID, era ejecutado por la OIM.

## En Afganistán

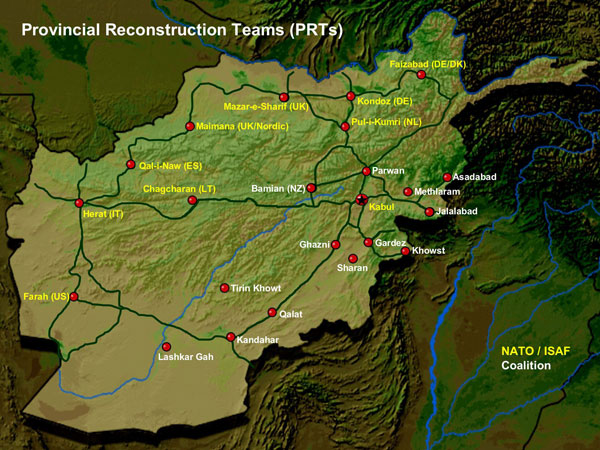
Equipos de Reconstrucción Provincial en Afganistán.

En marzo de 2010, existían 27 Equipos de Reconstrucción Provincial en Afganistán (PRT) en Afganistán, cada uno bajo mando de uno de los Estados miembros de la Fuerza Internacional de Asistencia para la Seguridad o ISAF por sus siglas en inglés (fuerzas desplegadas por la OTAN).

### Mando Regional Norte
El cuartel general del Mando Regional Norte estaba en Mazari Sharif (o Mazār-e Šarīf), y estuvo liderado por tropas alemanas. Bajo este mando hay 5 PRT.
- PRT Mazari Sharif (Suecia, Finlandia)
- PRT Kunduz (Alemania, Bélgica-Luxemburgo)[1]
- PRT Maymanah (Noruega, Letonia)[2]
- PRT Fayzabad (Alemania)
- PRT Puli Khumri/Baglán (Hungría)

### Mando Regional Oeste

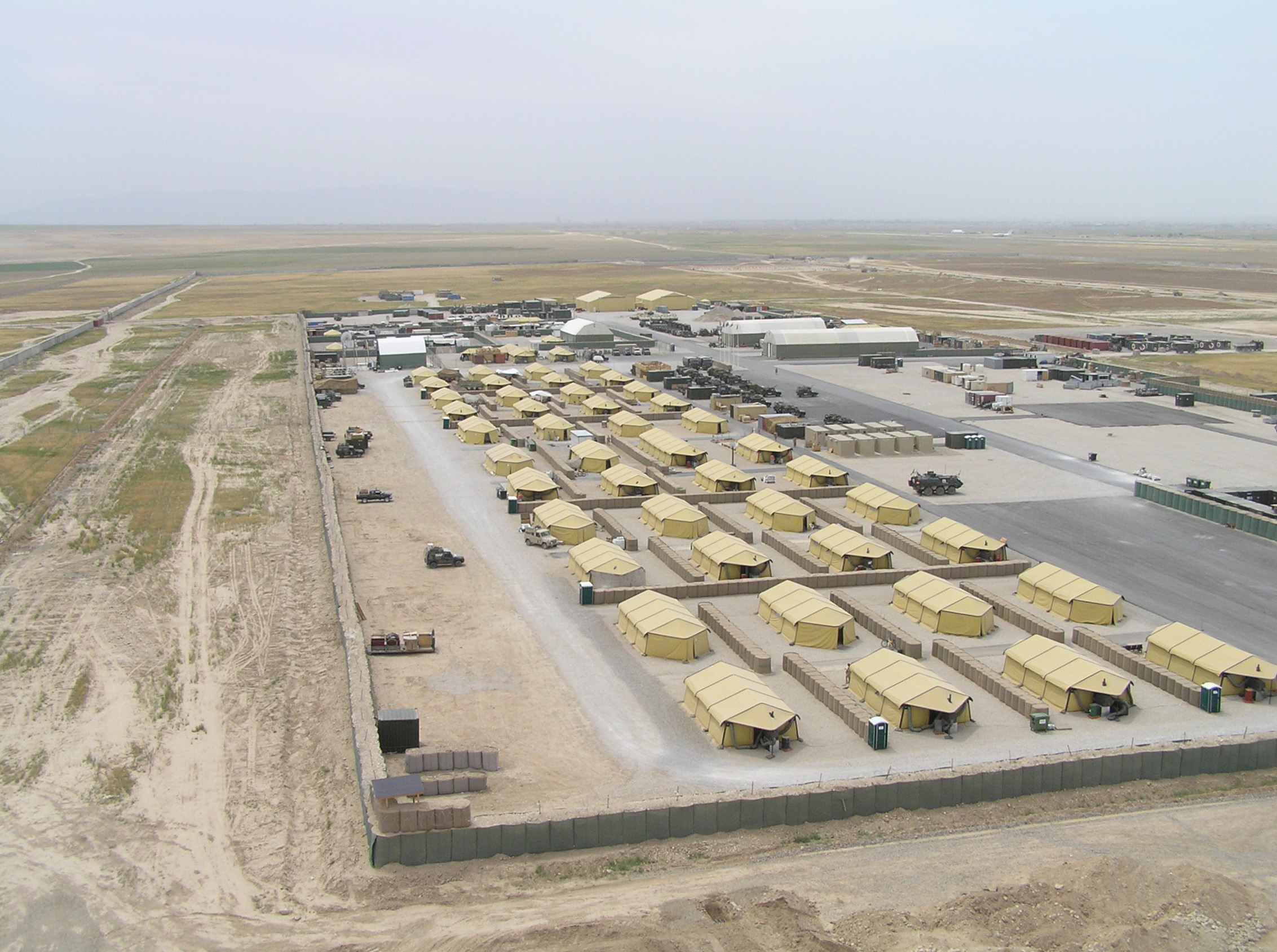
Camp Marmal, una de las muchas bases militares en Afganistán usadas por los PRT.

El Mando Regional Oeste estaba en Herat y estuvo liderado por fuerzas italianas. Existían para noviembre de 2008) 4 PRT bajo este mando.
- PRT Herat (Italia)[3]
- PRT Chaghcharan (Lituania)[4]
- PRT Farah (Estados Unidos)
- PRT Qala i Naw (España)

### Mando Regional Sur
El 31 de julio de 2006 la ISAF asumió el mando sobre la región sur de Afganistán. El cuartel general del Mando Regional Sur se encontraba en Kandahar. El 1 de noviembre de 2006, las fuerzas neerlandesas tomaron el mando dejado por las Fuerzas Canadienses. Existían 4 PRT bajo este mando. 
- PRT Kandahar (Canadá)
- PRT Uruzgan (Estados Unidos y Australia)
- PRT Zabul (Estados Unidos)
- PRT Lashkar Gah (Estados Unidos, Dinamarca, Estonia), también conocido como PRT Helmand.

### Mando Regional Este

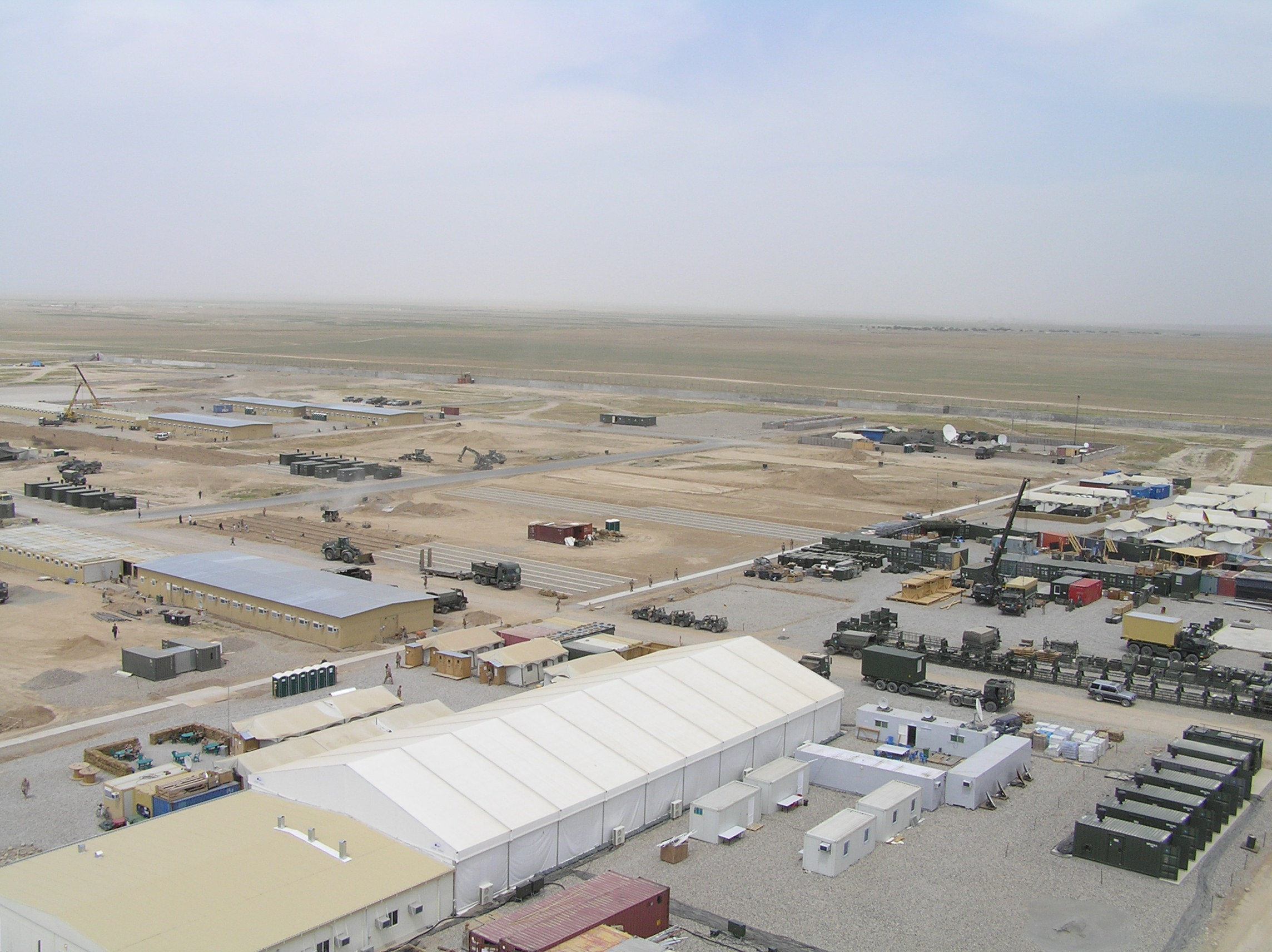
Otra imagen de Camp Marmal.

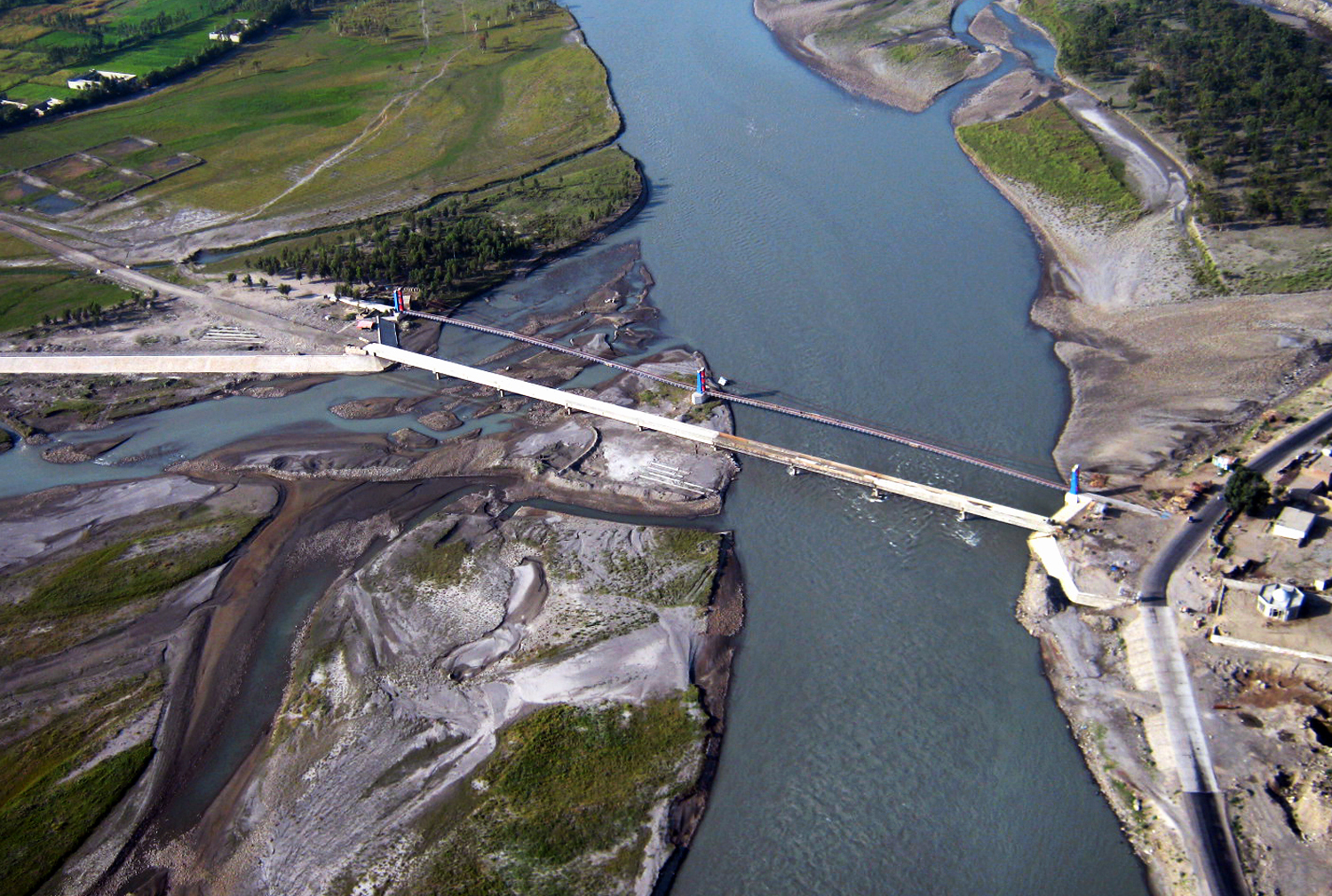
Puente construido por el PRT de Kunar.

El 5 de octubre de 2006, la ISAF también asumió el mando de los PRT en la región este del país afgano. El cuartel general del Mando Regional Este tomado por EE. UU. (Combined Joint Task Force 101) estaba en la Base Aérea de Bagram y era liderado por las fuerzas estadounidenses.
- PRT Asadabad (EE. UU.)
- PRT Bamiyán (Nueva Zelanda)
- PRT Vardak (Turquía)[5][6]
- PRT Lawgar (República Checa)
- PRT Gardez (EE. UU.)
- PRT Ghazni (Polonia, EE. UU.)
- PRT Jalalabad (EE. UU.)
- PRT Khost (EE. UU.)
- PRT Nuristán (EE. UU.)[7]
- PRT Mehtar Lam (EE. UU.)
- PRT Parwan (Corea del Sur)
- PRT Kapisa (EE. UU.)
- PRT Paktika (EE. UU.)
- PRT Panjshir (EE. UU.)